# École nationale supérieure de chimie de Montpellier
École nationale supérieure de chimie de Montpellier, fondată în 1889, este o universitate tehnică de stat din Montpellier (Franța).

## Secții
- Master

Domeniu: Heterochimie moleculară și macromoleculară, materiale catalitice și cataliză în chimia organică

## Absolvenți renumiți
- Yves Piétrasanta, un om politic francez